# Plunderphonia
Plunderphonia ist ein Jazzalbum der Londoner Jazzband Kansas Smitty’s, das am 29. Oktober 2021 auf dem deutschen Label !K7 erschien.

## Hintergrund
Das Album ist im Rahmen Plunderphonia-Reihe für !K7 entstanden und ein Ergebnis einer angeblich jahrzehntelangen Beschäftigung des Bandleaders Giacomo Smith mit den Vorfahren des Jazz. Themen und Melodien von aus den 1920er-Jahren stammenden Kompositionen wurden angepasst, invertiert und transformiert, um eine Sammlung von Stücken zu schaffen, die mit den Spielformen des zeitgenössischen Jazz verbunden werden und klanglich der heutigen Zeit entsprechen. Giacomo Smith umgab sich für sein Bandprojekt mit einer Gruppe von Musikern, die alle Teile der zeitgenössischen Londoner Jazzszene verbindet, von dem Trompeter Dylan Jones vom Ezra Collective über den Keyboarder Joe Webb bis zur Schlagzeugerin Jas Kayser. Bei den Jazz-Neuinterpretationen verarbeitete Giacomo Smith Werke von Künstlern wie Jelly Roll Morton, Bix Beiderbecke („In a Mist“, 1927) und auch von Maurice Ravel.
Der Eröffnungstrack ist Jelly Roll Mortons „High Society“ von 1924, ein klassischer New-Orleans-Marsch. „New Orleans Bump“, die erste Single-Auskopplung des Albums, ist ein weiteres Stück von Jelly Roll Morton (das dieser 1929 erstmals aufnahm), hier gegenüber dem Original verlangsamt gespielt.

## Titelliste
- Kansas Smitty‘s: Plunderphonia (7K!)

1. High Society (Jelly Roll Morton) 4:22
2. New Orleans Bump (Jelly Roll Morton) 6:05
3. Inner Mist 4:26
4. Blue River 3:43
5. Water Dance 5:08
6. Mamanita 5:13
7. Jungle Blues 5:14
8. Ganjam 4:58
9. [The] Pearls (Jelly Roll Morton) 3:39

Wenn nicht anders vermerkt, stammen die Kompositionen von Giacomo Smith.

## Rezeption
Nach Ansicht von Mark McKergow (London Jazz News) habe sich das Kollektiv von Kansas Smitty zu einer weiteren bezaubernden Individualität verwandelt, da der Saxophonist und Bandleader Giacomo Smith eine verblüffende Sammlung produziert habe. Der Clou dabei sei, dass die Tracks großteils keine Originale sind, sondern auf Klassikern der 1920er Jahre basieren, die als Ausgangspunkte für neue Richtungen und Performances dienten. Es scheine so, als hätte Smith etwas Entscheidendes aus dem jeweiligen Stück „abgetastet“ und ihm im 21. Jahrhundert einen neuen Luftraum ermöglicht. Einige der Originale sind gut erkennbar, während andere lediglich als kurze Phrase oder nur als angedeutet erscheinen, auf dem aufgebaut werden kann. Dies sei gewagt, betörend – aber es funktioniere. Und für den Fall, dass einem all dieser Postmodernismus zu viel werden soll, schließe das Album mit einem geradlinigen Klaviersolo von Jelly Rolls Stück „The Pearls“, als wollten wir diesen Giganten der Musik des frühen 20. Jahrhunderts sagen: „Wir lieben dich immer noch“.